# غواية الشحرور الأبيض
غواية الشحرور الأبيض هي دراسة نقدية أدبية للكاتب المغربي محمد شكري. صدرت سنة 1998 بتقديم للناقد السوري محيي الدين اللاذقاني. تستعرض، في 6 فصول، رأي الكاتب في مجموعة من المفاهيم الأدبية والمؤلفات العربية والعالمية إضافة إلى محاولة فهم تطور الأجناس الأدبية وتفاعلها مع الفكر الإنساني. ينطلق محمد شكري من موقف وجودي تجاه الأدب، حيث لا يرى فيه مجرد إنتاج لغوي، بل تجربة حياتية عميقة. يعتبر الكتابة مرادفًا للتمرد، ويؤمن بأنها وسيلة لفهم الذات والعالم ومواجهتهما. في هذا الإطار، يحلل شكري تجارب عدد من الأدباء مثل كافكا، دوستويفسكي، كوليت، وأدونيس، متسائلًا عن علاقتهم بالغواية، وعن قدرتهم على تفكيك المعاني المألوفة.

## تحليل العنوان
يشكل عنوان الكتاب "غواية الشحرور الأبيض" تركيبًا رمزيًا يحمل دلالات مركبة. فـ"الغواية" تشير إلى الجذب والافتتان، لكن أيضًا إلى الضياع والانحراف عن المسار، بينما "الشحرور الأبيض" كائن خرافي رمزي، إذ أن الشحرور معروف بلونه الأسود، ما يجعل "الأبيض" هنا يرمز إلى الغريب والمستحيل والمثالي. بذلك، يوحي العنوان بموقف الكاتب من الأدب؛ أنه افتتان دائم بما هو استثنائي، فريد، وشبه مستحيل في عالم الكتابة. إن شكري ينظر إلى الأدب كغواية نادرة، تبحث عن الكمال الجمالي والفكري، وهي رؤية تعكس إحساسه بالعزلة الأدبية والتمرّد على النماذج السائدة.

## المحتوى

### مقدمة محيي الدين اللاذقاني
يركز محيي الدين اللاذقاني في مقدمته على أسلوب محمد شكري في النقد الأدبي المتسم بعدم «الخشية من الأسماء الكبرى» و«المعرفة الجيدة بالكواليس الأدبية».
تشرح مقدمة الكتاب كذلك أصل تسمية الكتاب، التي ترك شكري أمرها للاذقاني، حيث تعتبر تسمية الشحرور الأبيض انتقاما وتكريما للطفل محمد شكري الذي كان أقرانه يعيرونه ب«الطائر الأسود» (Black sparrow) لفرط اتساخه وسواد مظهره يوم كان طفلا متشردا ومطاردا في العوالم السفلية لطنجة. والذي نذر حياته ل«غوايته» المركزية، القراءة والكتابة، «اللتان لم يطفئ الزمن جذوتهما، ولم يقلل تعاقب الأيام من سحرهما الطاغي» كما يسرد اللاذقاني في تقديمه. 

### البطل والخلاص
يدرس المقال الأول ماهية مفهوم «البطل» في الرواية وبسلوك الشخصيات في المتون السردية ومدى الارتباط العضوي بين أقدار الشخصيات والسير الذاتية للأدباء وأنماطهم الفكرية. ومن بين الأعمال الأدبية التي استشهدت بها هذه الدراسة النقدية:
- بائعة الخبز لكزافييه دومونتبان
- العقد لغي دو موباسان
- اللص والكلاب لنجيب محفوظ
- الشيخ والبحر لإرنست همينغوي
- العربة لمحمد زفزاف (قصة الدفن)
- الصخب والعنف لويليام فوكنر
- هاملت لويليام شكسبير
- الغريب لألبير كامو
- الأيادي القذرة لجان بول سارتر

### مفهومي للتجربة الأدبية
في المقال الثاني يقدم شكري منظوره لشروط إنضاج العمل الأدبي منتقدا التجارب التسجيلية. ومن أهم الأسئلة والأفكار التي يطرحها هذا المقال:
- إشكالية تقنية الكتابة لدى الكتاب المبتدئين
- سلبية ما يصطلح عليه شكري بإسهال الكتابة الذي يخلق «قراء سطحيين» ويلقي بالأديب في «مقبرة الأدب»
- تأثير السياقات الحضارية والاجتماعية والسياسية في علاقات الأديب والناقد والقارئ
- خطورة القارئ السطحي على مستقبل الأدب
- إشكالية الرقابة الذاتية لدى الناقد العربي

### الرفض وقبح العالم
تتميز المقالة الثالثة بحمولة فلسفية منطلقة من سؤال «هل الإبداع الأدبي مجرد شجب ورد فعل لإدراك الإنسان لقبح العالم»، وتستعرض المقالة من منظور فلسفي علاقة الأدب بمفاهيم الجمال والأخلاق والحرية.

### محاكمة الأدب
يستشرف شكري في هذه المقالة دور الأدب ومستقبله و«ضرورته» بالنسبة للإنسان المعاصر. فيما يلي جرد لأهم استنتاجات المقالة (بنصها الأصلي):
- «الكاتب الحقيقي لا يعلم التجارب وإنما يوقظ الإحساس بها»
- «الأدب دعاوي وسمسار مادام له تجاره ومشعوذوه»
- «الأدب يعمق مأساة الإنسان أكثر مما يستأصلها»

### الوشم
دراسة نقدية لرواية الوشم للأديب العراقي عبد الرحمن مجيد الربيعي.

### غواية الشعر وتسامحه
المقالة الأخيرة في الكتاب هي خواطر نثرية تحاول أن تلامس ماهية الشعر في مستوييه اللغوي والدلالي. يستشهد شكري في هذه المقالة بتصورات أدباء آخرين كشارل بودلير وت. س. إليوت وتينيسي وليامز.

## نقد الذات والوسط الثقافي العربي
يراجع شكري علاقة المثقف العربي بالمجتمع، ويُعبّر عن مواقف نقدية حادة تجاه الرياء الثقافي والنفاق السياسي، ويهاجم الأصوات التي تستثمر الأدب لخدمة السلطة أو الأيديولوجيا. كما ينتقد خطاب الحداثة حين يتحوّل إلى قشرة لغوية خاوية من المعنى. يركّز شكري على فكرة أن الأدب لا يمكن أن يتجمد في قوالب تقليدية، بل يجب أن يكون متحوّلًا باستمرار. يناقش التحولات في الرواية والشعر والمقالة، كما يربط بين تطور الأجناس الأدبية ونشوء الحس النقدي الفردي.

## العلاقة مع الغرب والأدب العالمي
يولي محمد شكري اهتمامًا خاصًا بالأدب العالمي، ويرى أن التفاعل مع الغرب ضروري لكنه ينبغي أن يكون من موقع الندّية لا التبعية. يستعرض تأثير كتاب مثل هنري ميلر، جان جينيه، وألبير كامو، ويستفيد من رؤاهم في فهم الذات والآخر.